# 纳帕海
纳帕海是中国云南省迪庆藏族自治州香格里拉市的一个季节性高原湖泊，位于县城西北方8千米，海拔3266米，周围三面环山，山峰海拔3800—4449米。夏季时积雪融化，形成湖泊，秋冬季节湖泊退化形成依拉草原。冬季，黑颈鹤、斑头雁、野鸭等来此越冬。目前这里是一个自然保护区。

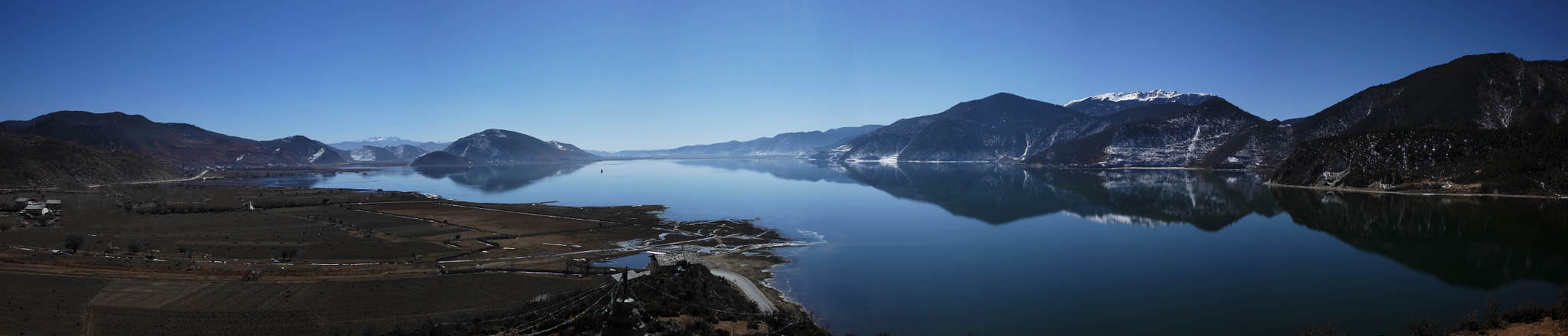
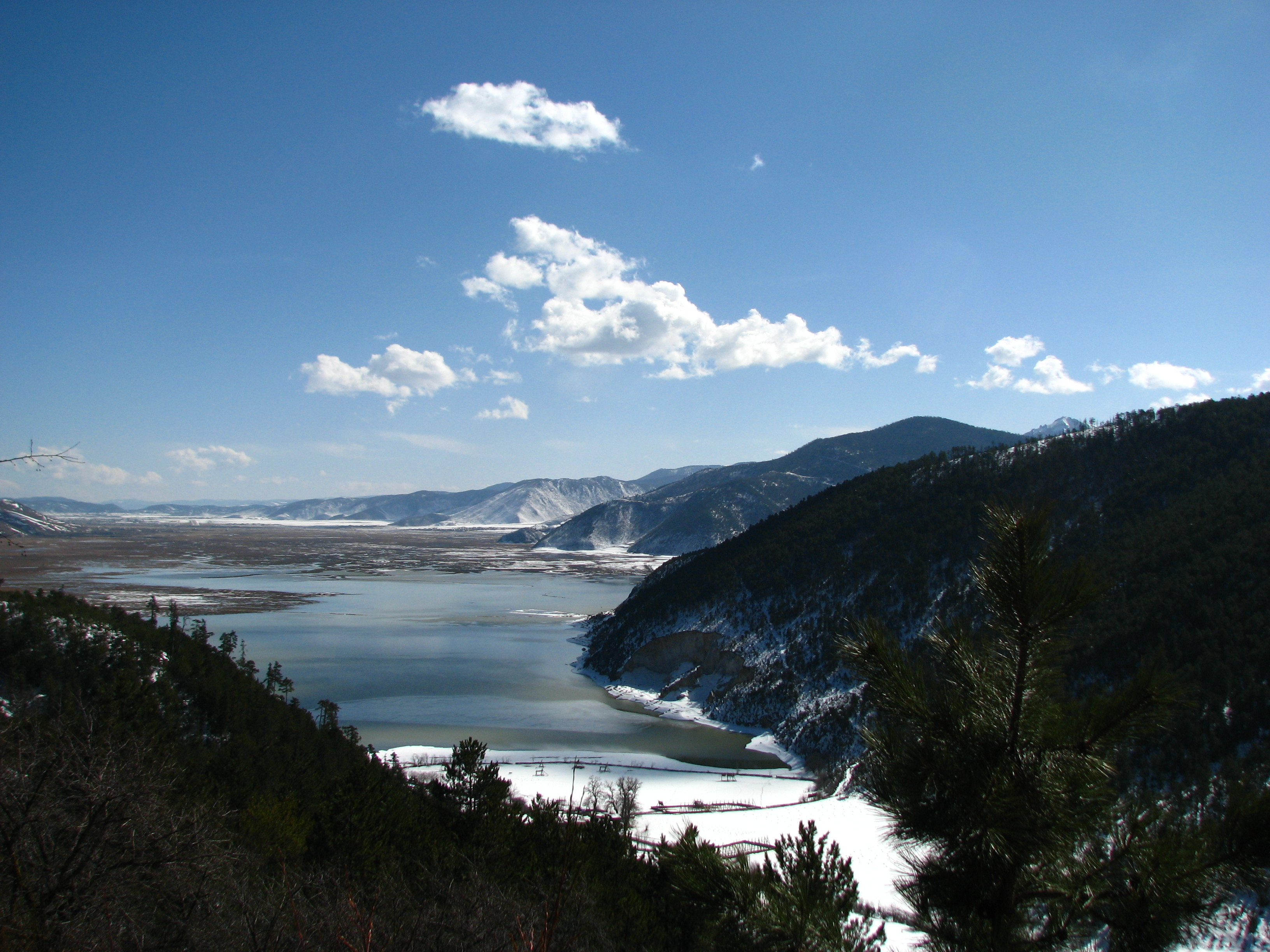
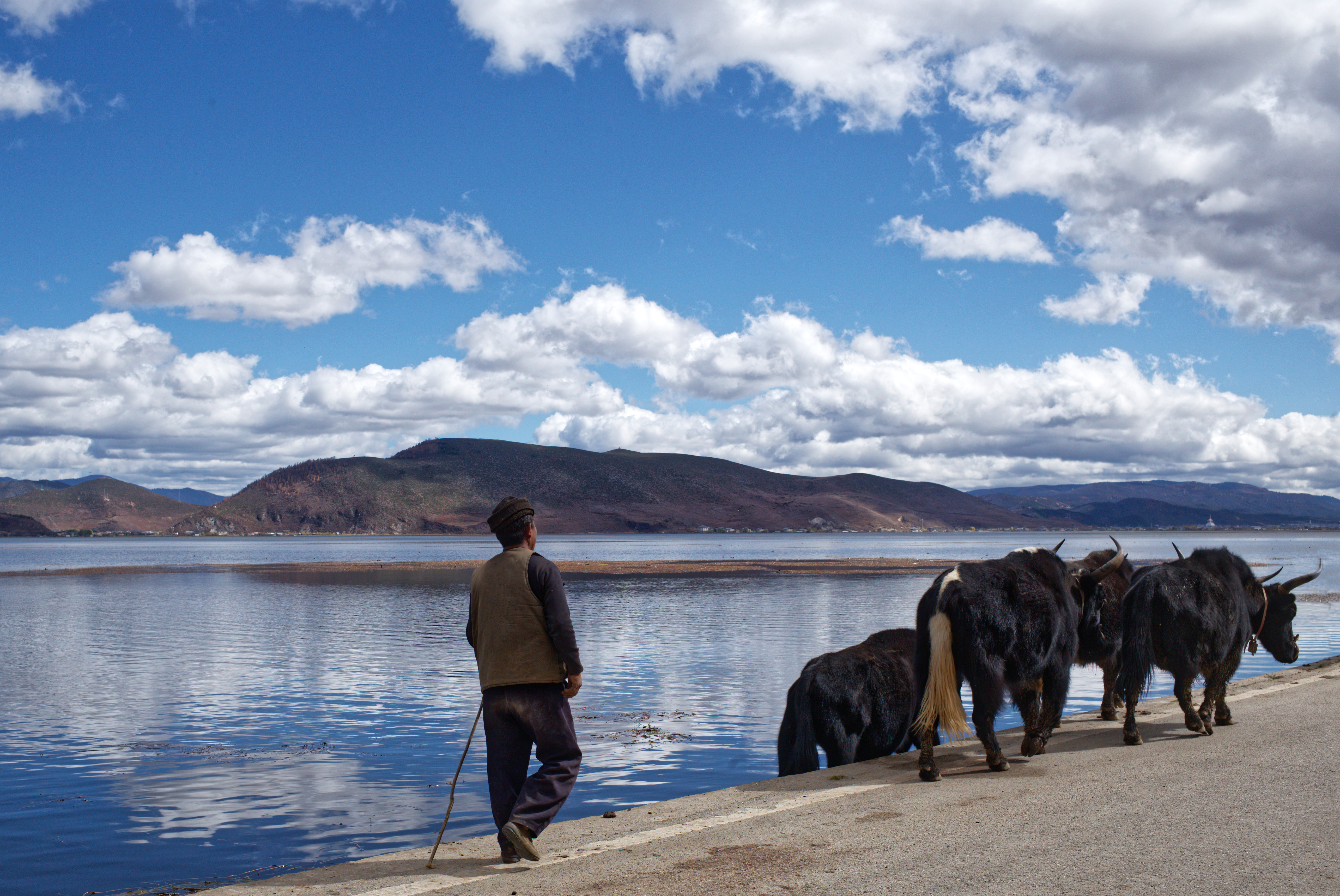

27°53′28″N 99°37′58″E / 27.89111°N 99.63278°E